# Vénus avec Cupidon voleur de miel (Londres)

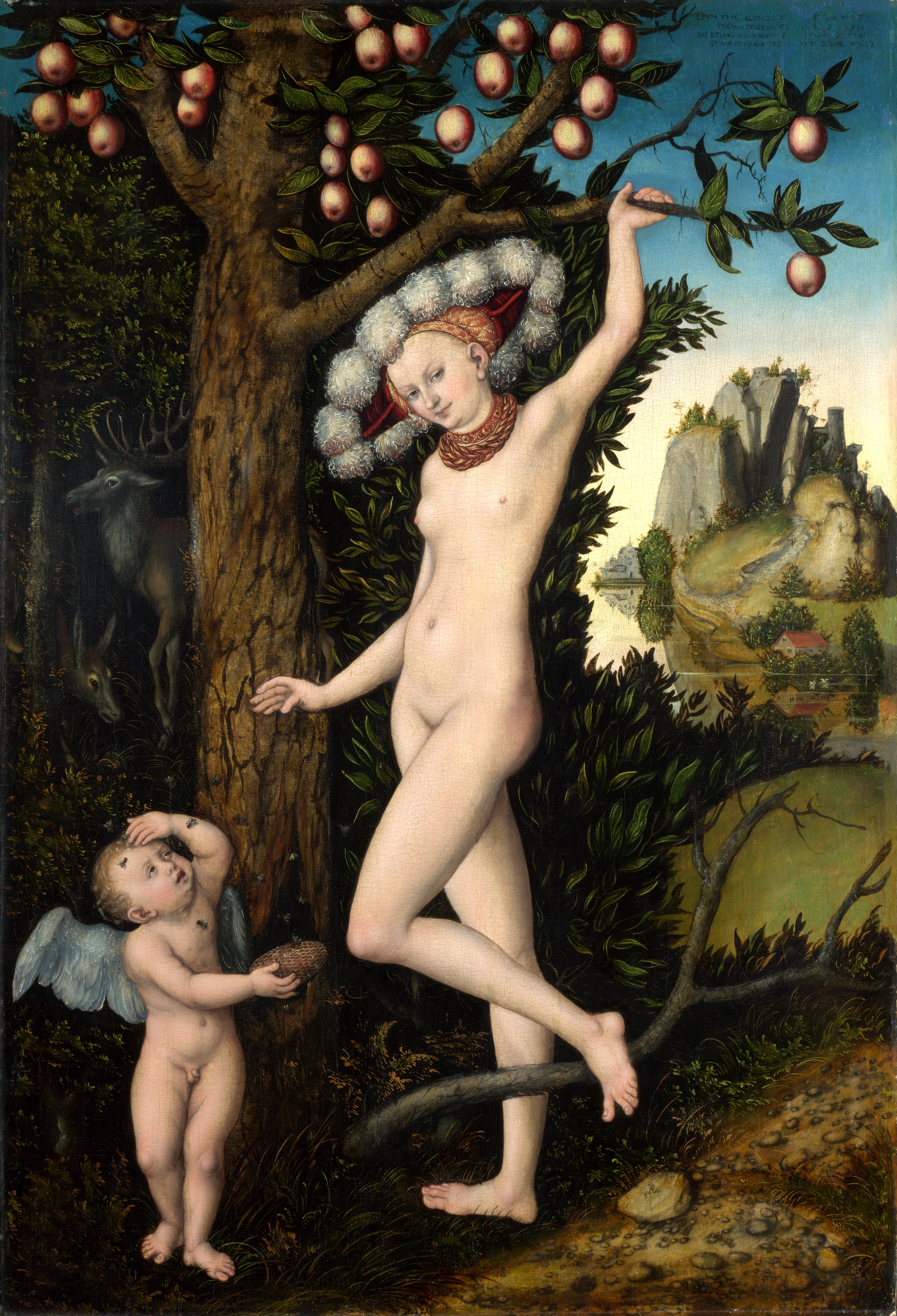
Lucas Cranach l'Ancien, Cupidon se plaignant à Vénus, vers 1526–27, National Gallery, Londres

Pour les articles homonymes, voir Vénus avec Cupidon voleur de miel.
Vénus avec Cupidon voleur de miel ou Cupidon se plaignant à Vénus est une peinture à l'huile réalisée par l'artiste allemand de la Renaissance Lucas Cranach l'Ancien. Près de 20 œuvres similaires de Cranach et de son atelier sont connues, de la première version datée du palais Güstrow de 1527 à celle de la collection Burrell à Glasgow, datée de 1545, avec les personnages dans une variété de poses et différant par d'autres détails. Le Metropolitan Museum of Art note que le nombre de versions existantes suggère qu'il s'agissait de l'une des compositions les plus réussies de Cranach.
Une version acquise par la National Gallery de Londres en 1963 en est peut-être le premier exemple. Bien que non datée, les experts l'ont datée à environ 1526-1527. Le tableau est plus élaboré que les autres et dans un format plus grand que la plupart, à l'exception de la version Güstrow de taille similaire et de la Vénus avec Cupidon voleur de miel plus grande (en taille réelle) à la Galerie Borghèse de Rome, datée de 1531. Cranach avait peint Vénus et Cupidon ensemble depuis au moins sa peinture de 1509 conservée au Musée de l'Ermitage à Saint-Pétersbourg.

## Description
L'œuvre de la National Gallery était à l'origine peinte sur un panneau de bois. Le tableau n'est pas daté, mais Koepplin et Falk ont suggéré une date de 1526–1527. Connu en allemand sous le nom de Venus mit Amor als Honigdieb (Vénus avec Cupidon en voleur de miel), il représente les deux dieux classiques de l'amour, debout nus au milieu d'un paysage verdoyant sous un ciel bleu. L'œuvre a été interprétée comme une allégorie du plaisir et des peines de l'amour, et peut-être aussi une mise en garde contre les risques de maladies vénériennes.
L'enfant ailé Cupidon se tient à gauche d'un arbre qui porte des pommes rouges. Il tient une alvéole de miel, peut-être tirée d'un trou vers le bas du tronc de l'arbre. Il est assailli par des abeilles, exaspérées par son vol de leur doux trésor. Vénus est représentée comme une femme voluptueuse à droite de l'arbre. Elle tient une branche avec sa main gauche et pose son pied gauche sur une autre. Une pierre sous le pied levé de Vénus porte une inscription d'un serpent ailé avec un anneau dans la bouche, une devise héraldique accordée à Cranach par Frédéric le Sage en 1508. Vénus ne porte qu'un chapeau rouge et or orné d'un large cercle de plumes d'autruche, et deux colliers : une chaîne en or et un tour de cou orné de bijoux. La pose de Vénus et les pommes font allusion aux peintures d'Ève de Cranach.
En arrière-plan, un cerf et une biche se cachent parmi les arbres à gauche, et des fortifications sur et à côté d'un affleurement rocheux à droite se reflètent dans l'eau.
Le sujet est inspiré de l'Idylle XIX Keriokleptes (Le voleur de nid d'abeilles) attribuée au poète grec antique Théocrite, dans laquelle Cupidon se plaint des piqûres douloureuses infligées par les petits insectes, et Vénus les compare en riant aux fléchettes douces-amères de l'amour lancées par Cupidon lui-même. Le texte a été traduit pour la première fois en allemand dans les années 1520, et le sujet a peut-être été suggéré à Cranach par un mécène allemand. En haut à droite se trouve une inscription latine peinte avec des mots noirs directement sur le ciel bleu, ce qui la rend difficile à lire, mais suggère également qu'il s'agit peut-être de la première version du tableau, car les versions ultérieures placent l'inscription sur un panneau blanc.

## Histoire
La provenance de la version de la National Gallery n'est pas connue pendant près de quatre siècles entre son exécution au début du XVIe siècle jusqu'à sa vente en 1909 alors qu'elle faisait partie de la collection d'Emil Goldschmidt à Francfort.
Lors cette vente, le tableau a peut-être été acquis par un homme d'affaires de Chemnitz, Hans Hermann Vogel, puis vendu par sa veuve en 1935 à Robert Allmers (de), président de la Reichsverbandes der deutschen Automobilindustrie (Association allemande de l'industrie automobile), lorsqu'il a été décrit comme une œuvre de Lucas Cranach représentant Venus und Amor als Honigdieb. Il a peut-être été acquis par Adolf Hitler vers 1937 : en effet, il peut s'agir du Cranach qu'Hitler a acheté en utilisant l'argent de son livre autobiographique de 1925 Mein Kampf. Il semble que ce soit l'œuvre de Cranach photographiée dans la collection privée d'Hitler à Berchtesgaden.
Le tableau a été acquis dans des circonstances peu claires par la correspondante de guerre américaine Patricia Lochridge Hartwell en 1945. Selon des récits ultérieurs, des soldats américains gardant un entrepôt dans le sud de l'Allemagne lui ont permis de sélectionner une œuvre et de l'emporter. Le tableau a été vendu par E. A. Silberman à New York en 1962 et acheté par la National Gallery l'année suivante.
La provenance du tableau de 1909 à 1945 reste incertaine. En 2006, il a été identifié comme étant peut-être une spoliation nazie. Les héritiers des propriétaires d'origine pourraient porter réclamation pour la restitution de la peinture ; s'il y en a, leur identité n'est pas connue.

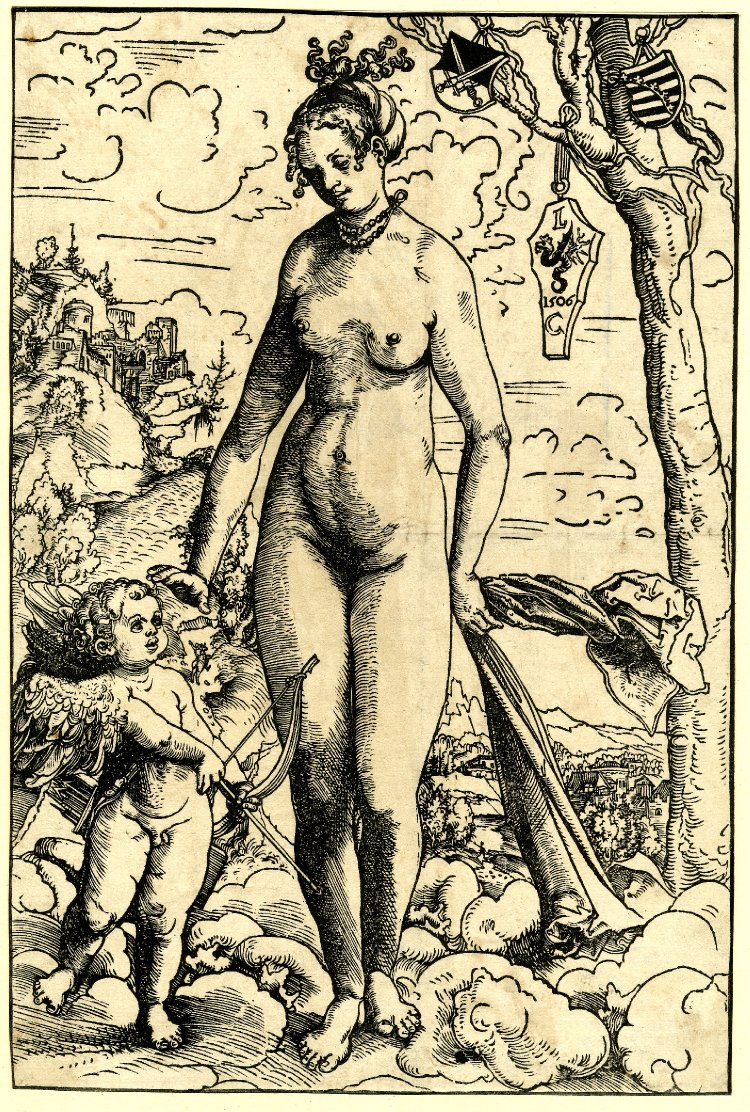
Vénus et Cupidon, 1508–1509.
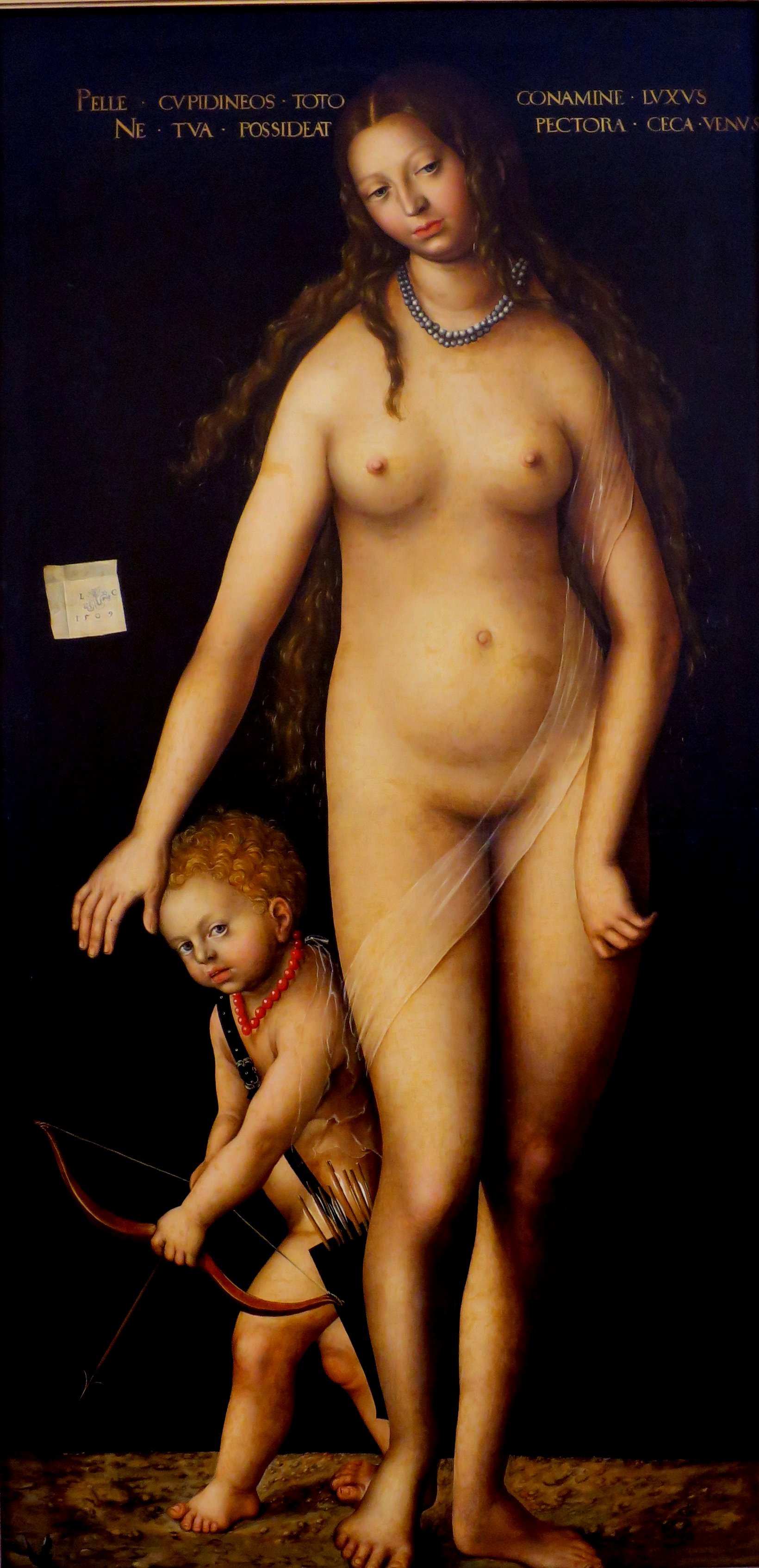
Vénus et Cupidon, musée de l'Ermitage, St-Pétersbourg, 1509.
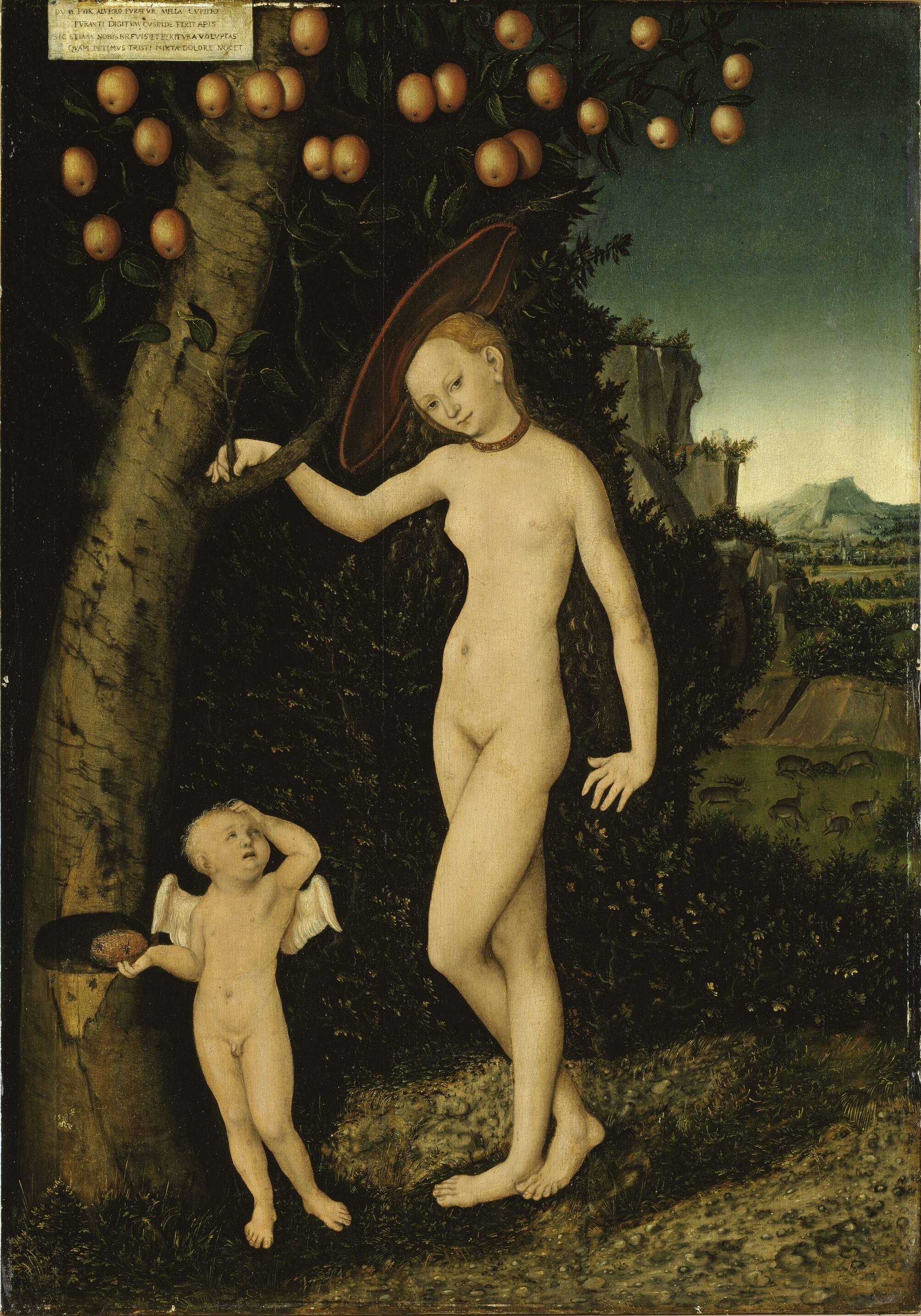
Version du Schloss Güstrow, 1527.
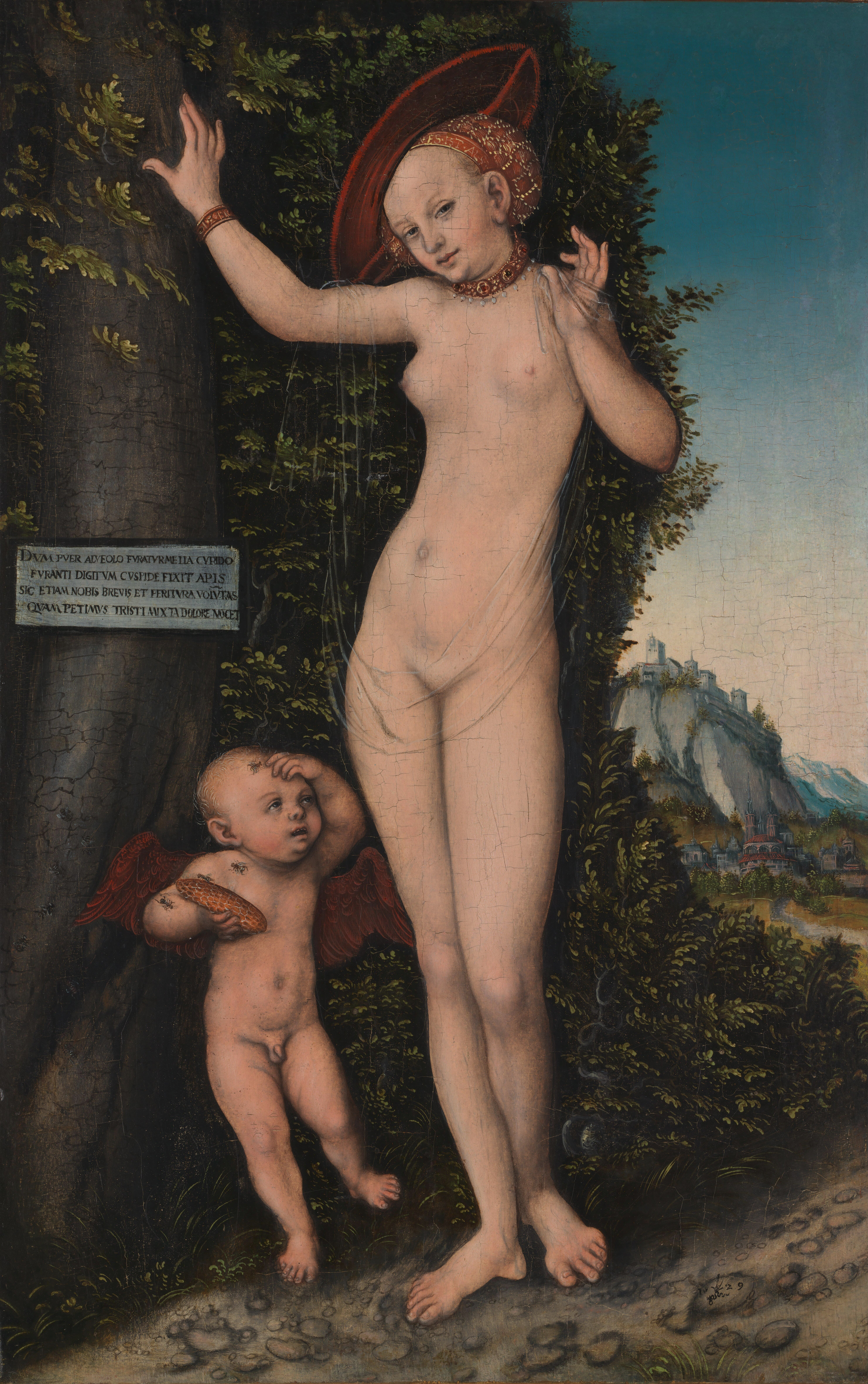
Version de la National Gallery de Londres, 1529.
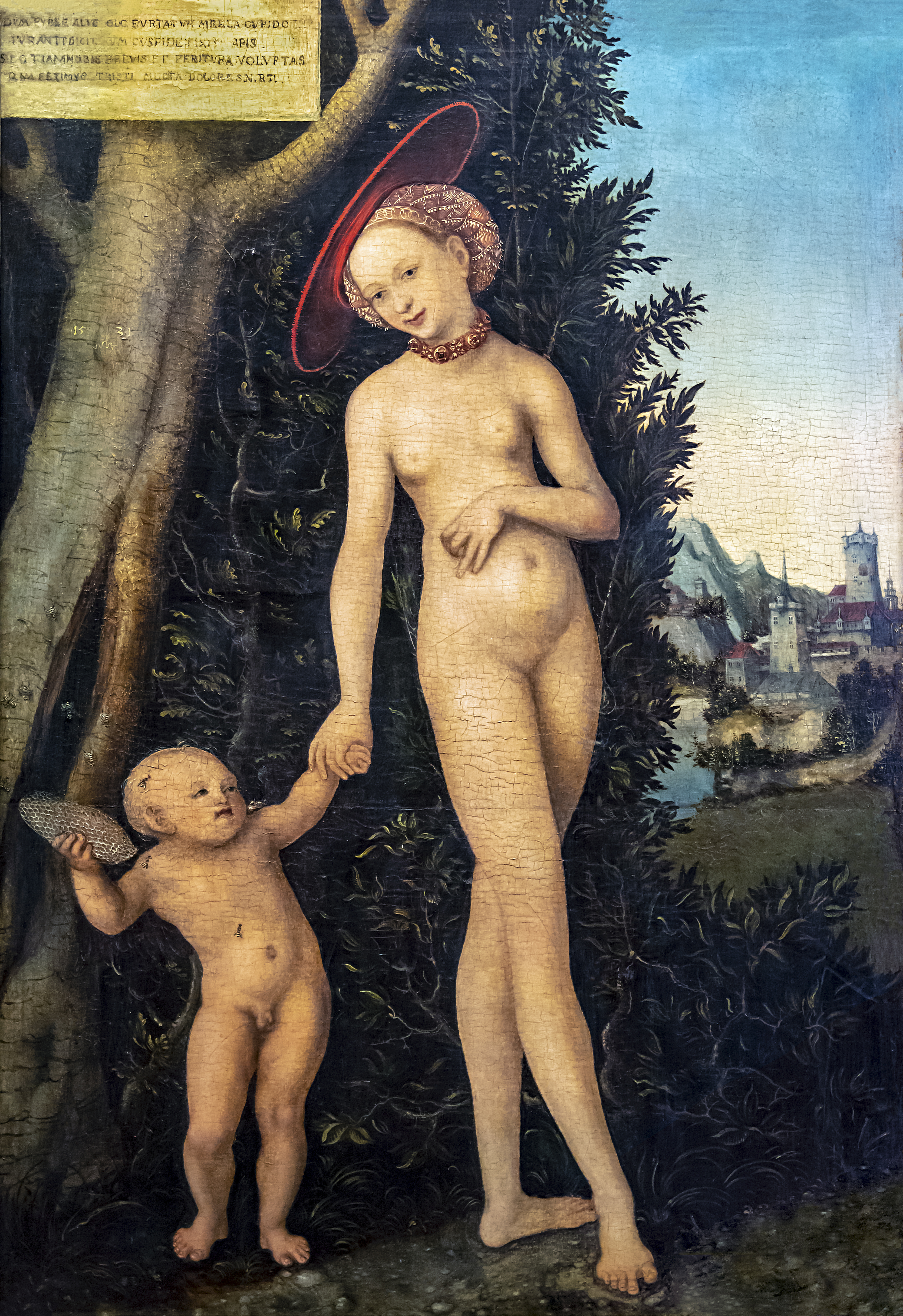
Version à la Fondation Bemberg Toulouse, 1531 – Vénus et Cupidon volant du miel.
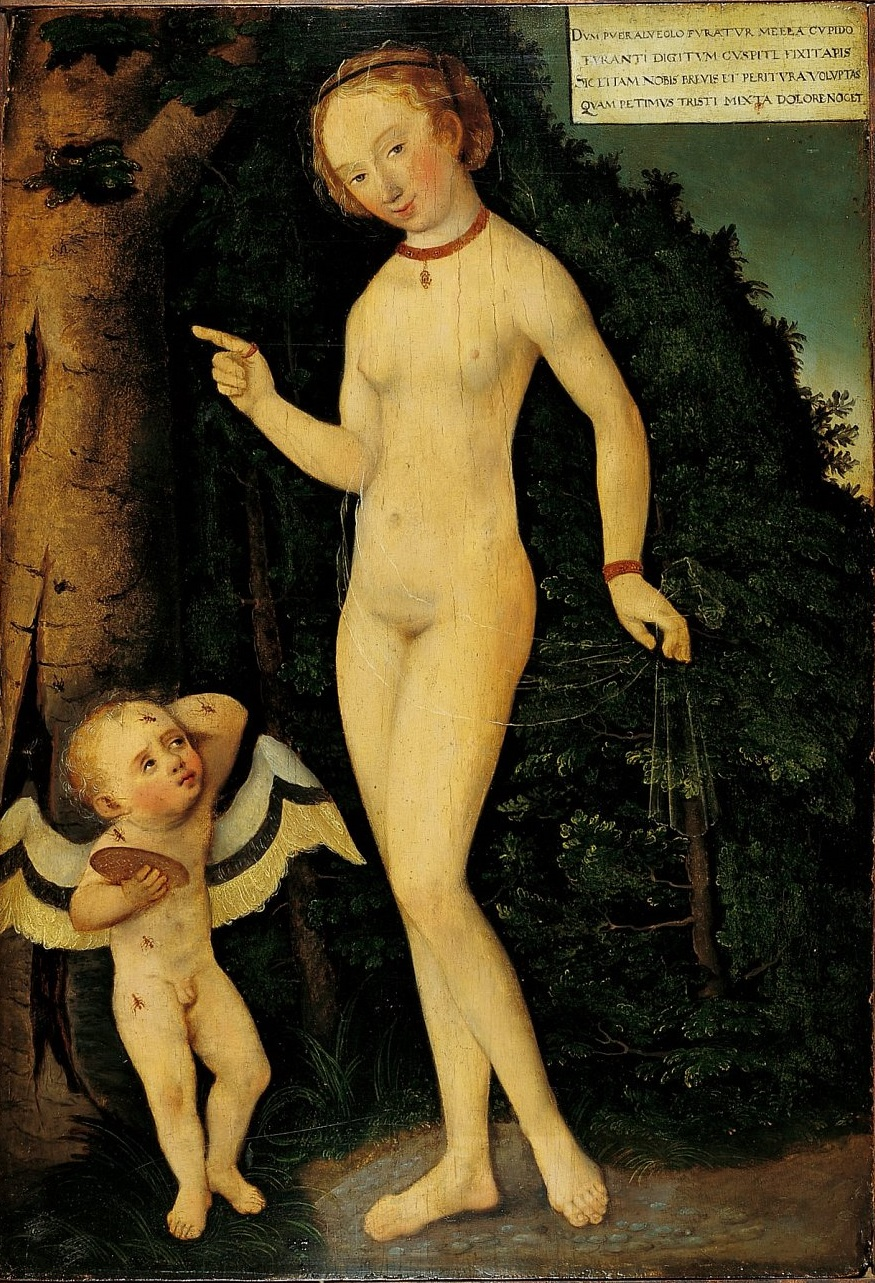
Version au musée des Arts décoratifs, Paris, 1535 – Vénus et l'Amour voleur de miel.
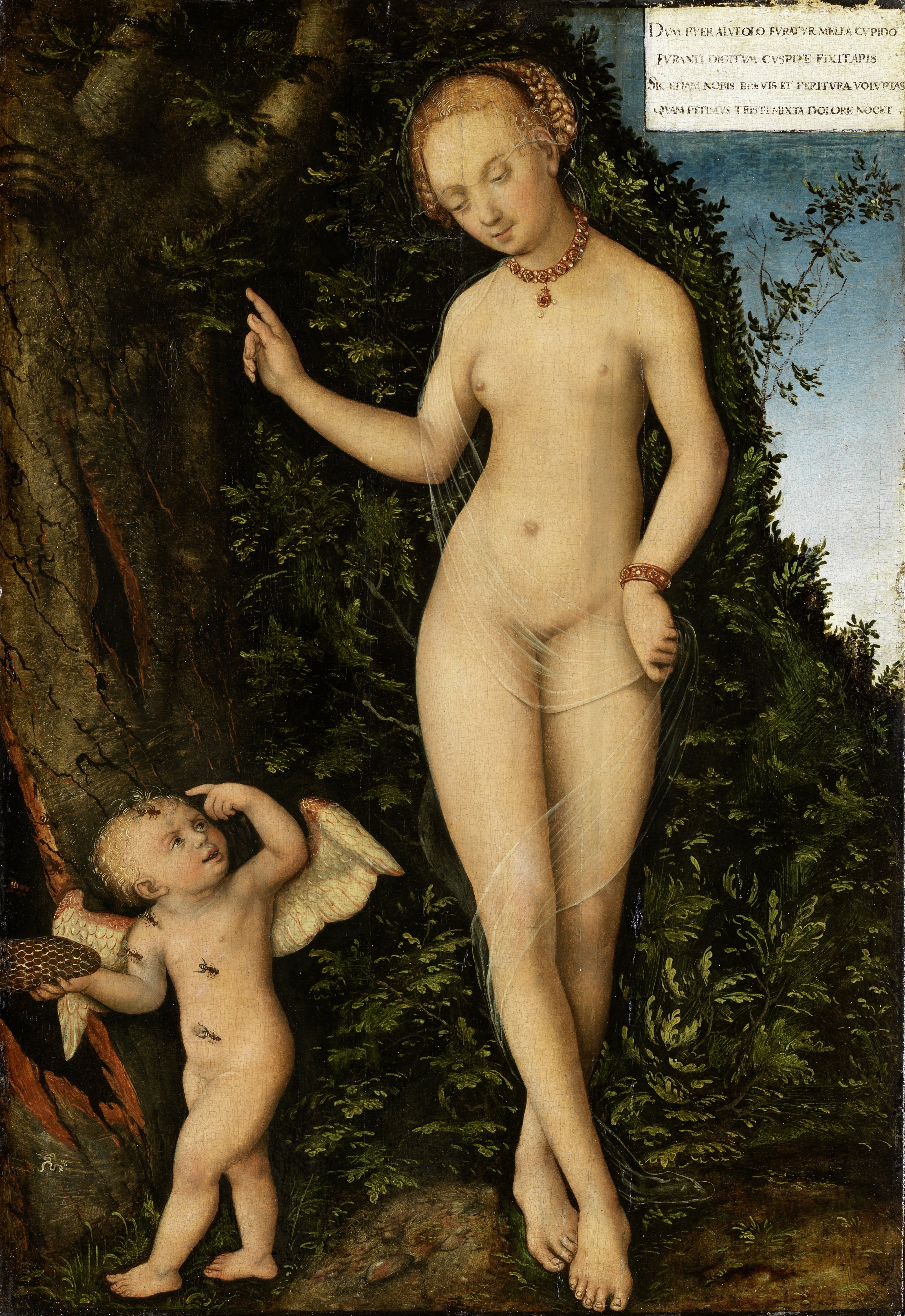
Version au Germanisches Nationalmuseum, Nuremberg, 1537.
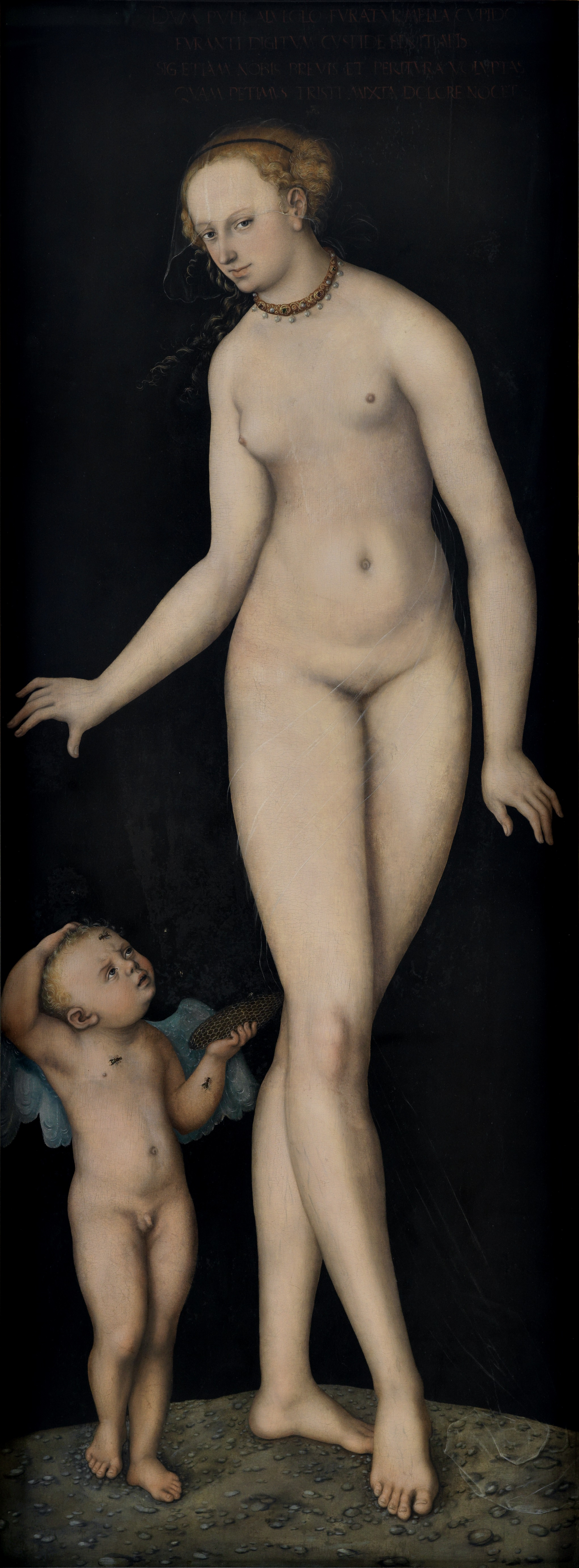
Germanisches Nationalmuseum, Nuremberg, après 1537.
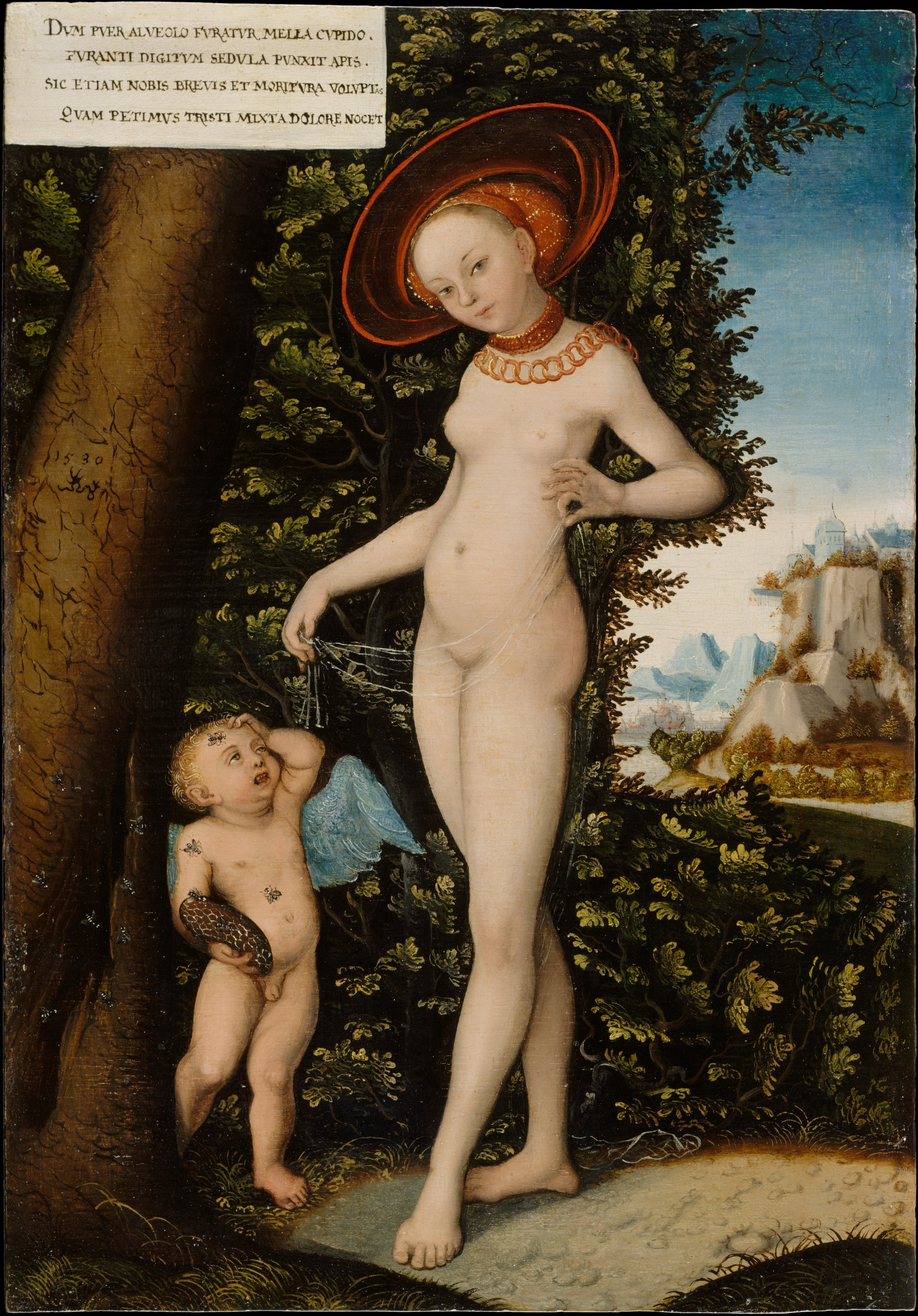
Metropolitan Museum of Art de New York, suiveur, 1580-1620.
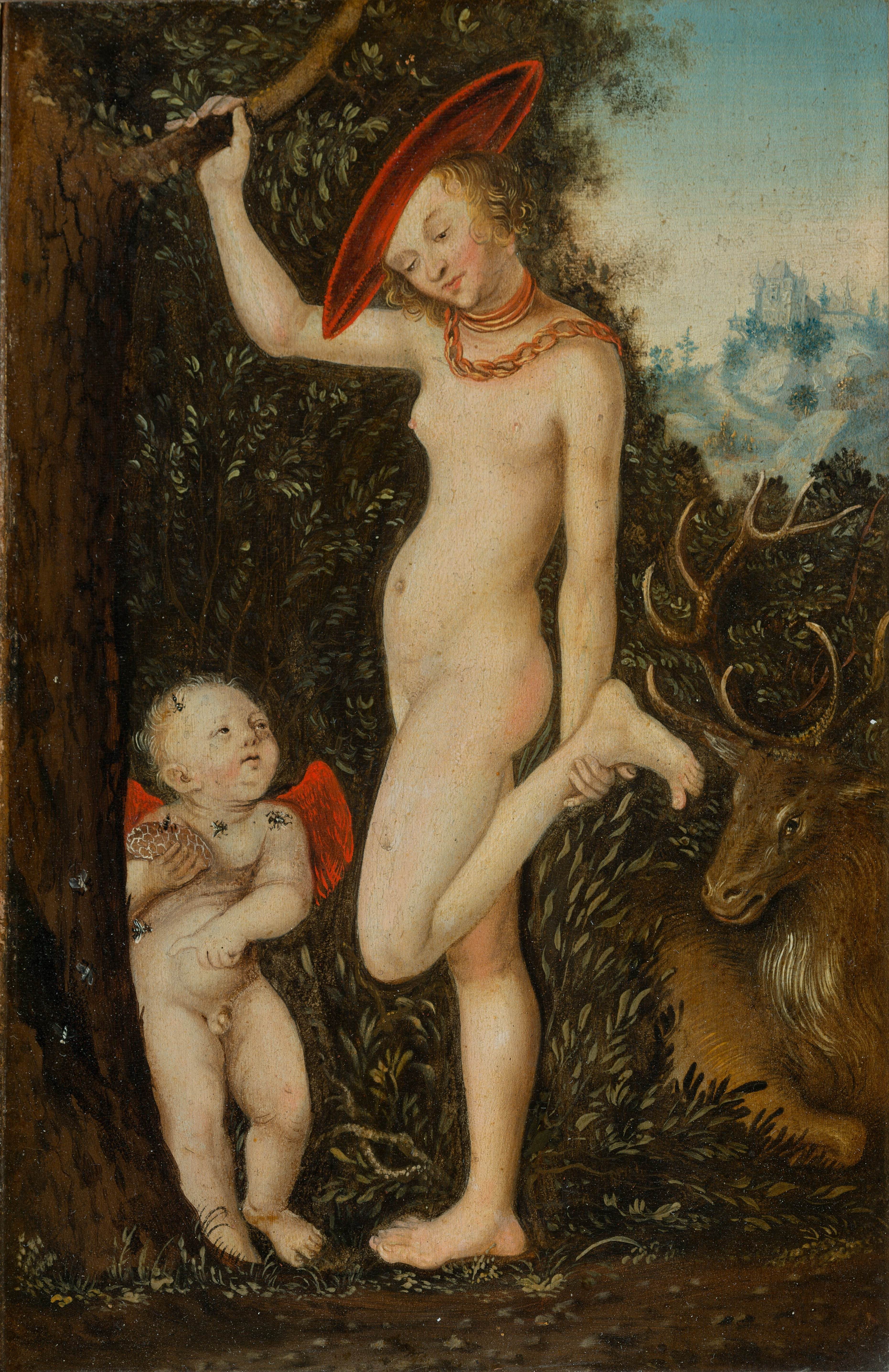
Prague, suiveur, 1575-1615.
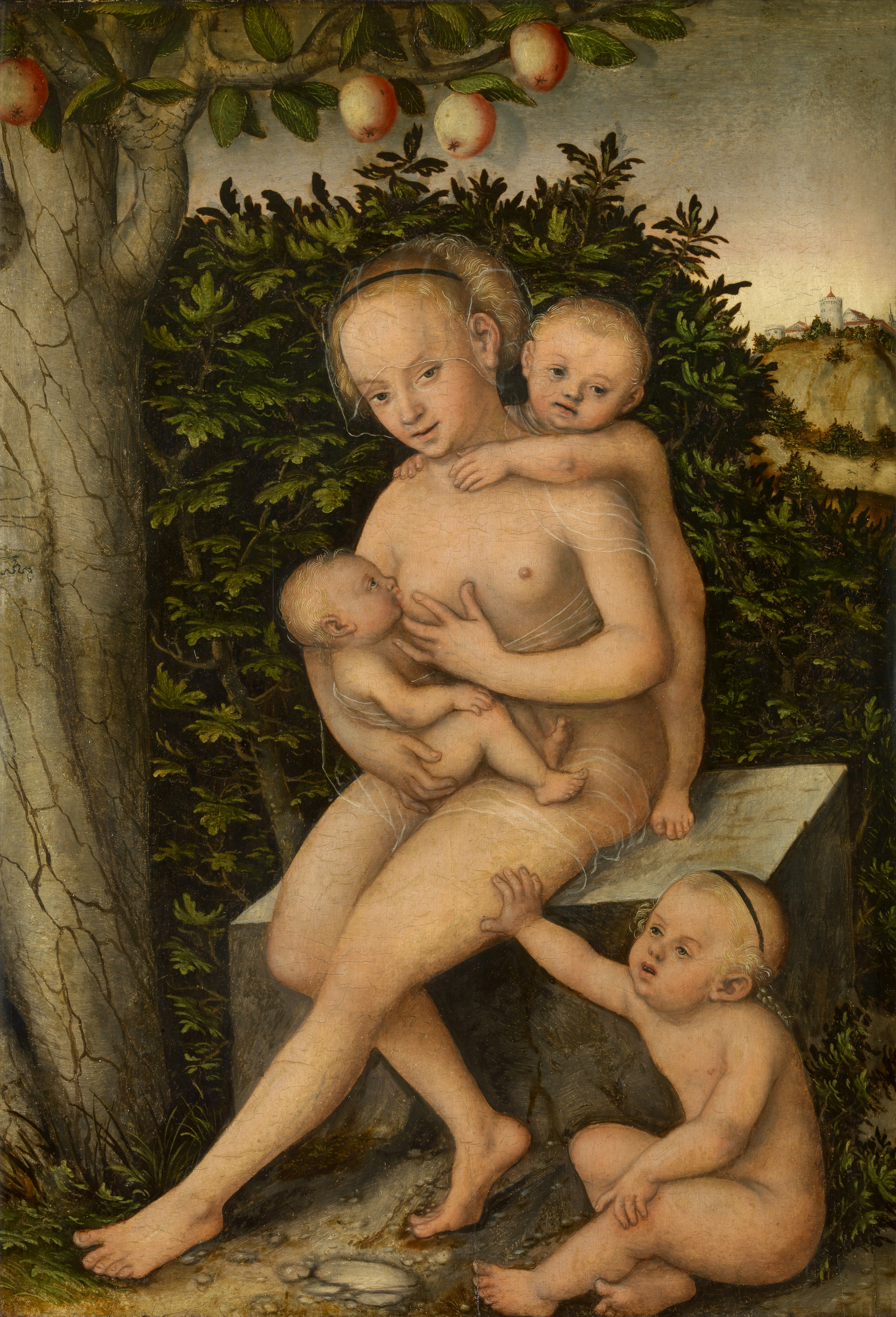
Charité (Cranach l'Ancien), Musée Royal des Beaux-Arts d'Anvers, vers 1537.